# Abhar
Abhar (persiska: ابر, اَبخَر, ابهر) är en stad i Iran. Den ligger i provinsen Zanjan, i den nordvästra delen av landet, 200 km väster om huvudstaden Teheran. Abhar ligger 1 541 meter över havet och antalet invånare är 69 889.
Staden är administrativt centrum för delprovinsen (shahrestan) Abhar.
Terrängen runt Abhar är platt åt nordost, men åt sydväst är den kuperad.Runt Abhar är det ganska glesbefolkat, med 29 invånare per kvadratkilometer. Närmaste större samhälle är Alvand, 19,6 km norr om Abhar. Trakten runt Abhar består i huvudsak av gräsmarker.